# Chamaeleo calyptratus

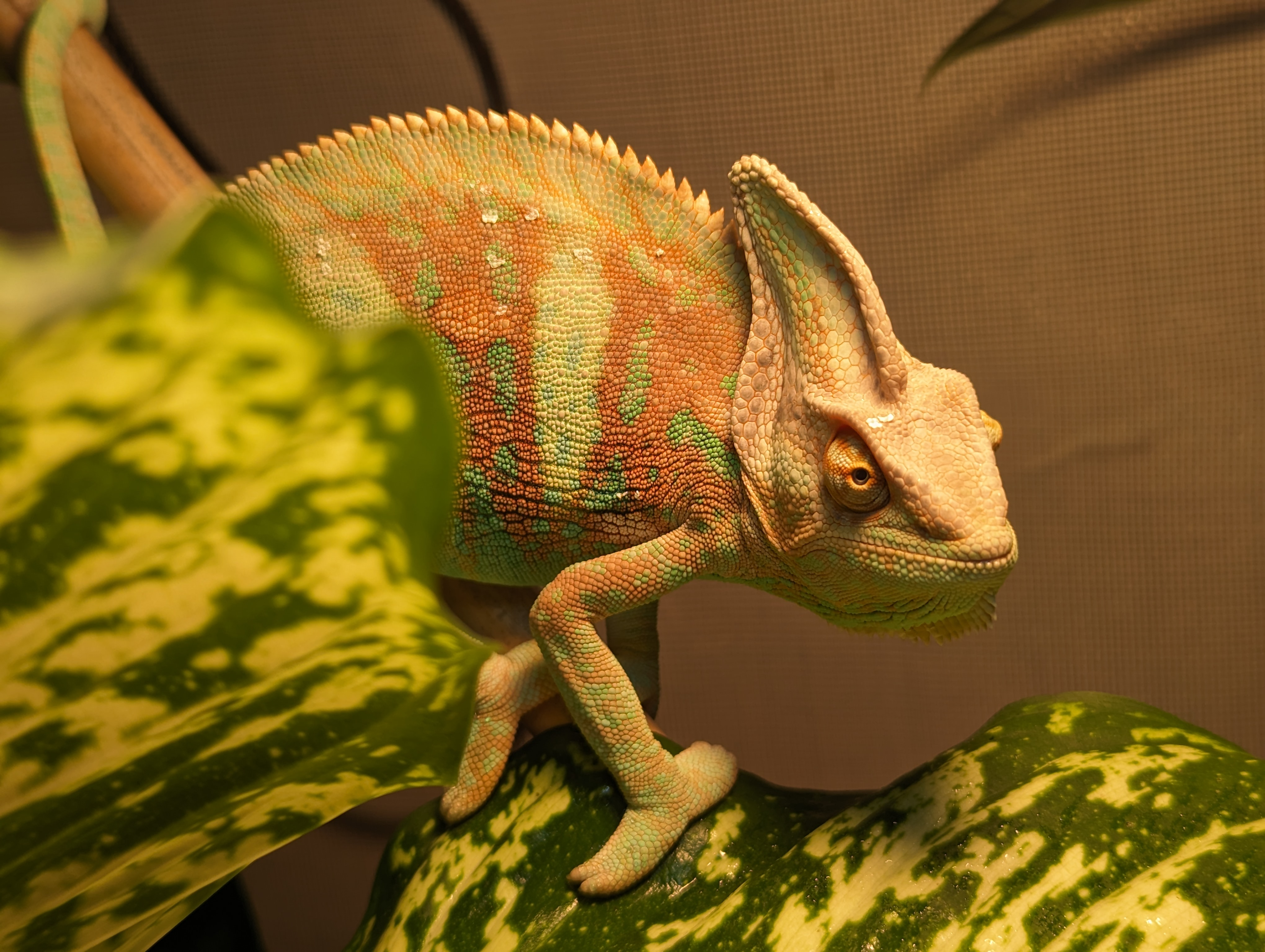

Il camaleonte velato (Chamaeleo calyptratus Duméril e Bibron, 1851) è una specie di camaleonte presente nella penisola Arabica.

## Descrizione
Questa specie presenta un chiaro dimorfismo sessuale. I maschi adulti possono raggiungere una lunghezza complessiva di 60 cm, la maggior parte degli esemplari tuttavia non supera i 35–45 cm. Le femmine sono più piccole, con una lunghezza media complessiva di poco meno di 30 cm.

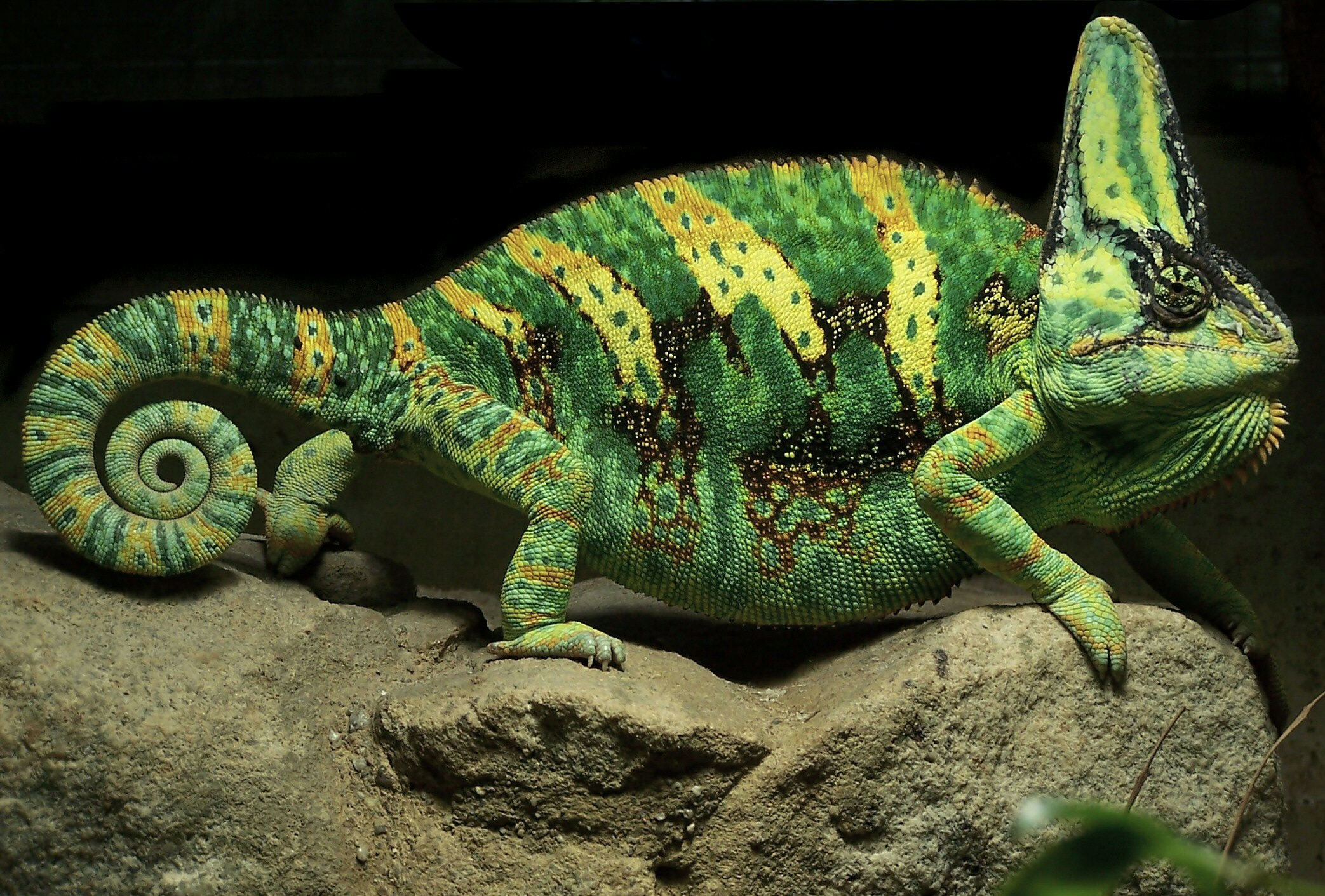

Lo spettro completo dei colori dei loro cromatofori comprende verde, marrone, bianco, nero, giallo e arancione, così come molte altre sfumature. Il maschio è principalmente di colore verde, con strisce e macchie di colore giallo, marrone e blu. A seconda dello stato emotivo dell'animale, il colore può variare da un verde brillante a un rosso grigiastro. Quando sono stressati, spesso mostrano una forte colorazione, tra cui un giallo acceso e talvolta possono diventare anche completamente neri. Le femmine non recettive e i camaleonti giovani sono generalmente di un colore verde uniforme, con alcune macchie bianche. In cattività le femmine gravide tendono a essere di un verde molto scuro con macchie blu e gialle.

I maschi hanno piccoli speroni dietro le zampe posteriori, mentre le femmine ne sono sprovviste. Maschi e femmine hanno entrambi sulle loro teste un'escrescenza decorativa chiamata "casco". Il casco del maschio però, è molto più sviluppato di quello della femmina.

Hanno un corpo appiattito e le zampe hanno dita fuse a tenaglia con tre dita esterne e due dita interne nelle zampe anteriori, l'opposto sulle posteriori. Le dita sono dotate di forti artigli. La coda prensile agisce come una quinta appendice ed è capace di sorreggere l'intero peso dell'animale.

I suoi occhi funzionano indipendentemente l'uno dall'altro, permettendo al camaleonte di guardare davanti e dietro allo stesso tempo, avendo un campo visivo a quasi 360°.
La cresta gulare è ben sviluppato in tutti e due i sessi, costituito da squame spinose, alte e a pettine, ordinate in una singola fila.

## Biologia

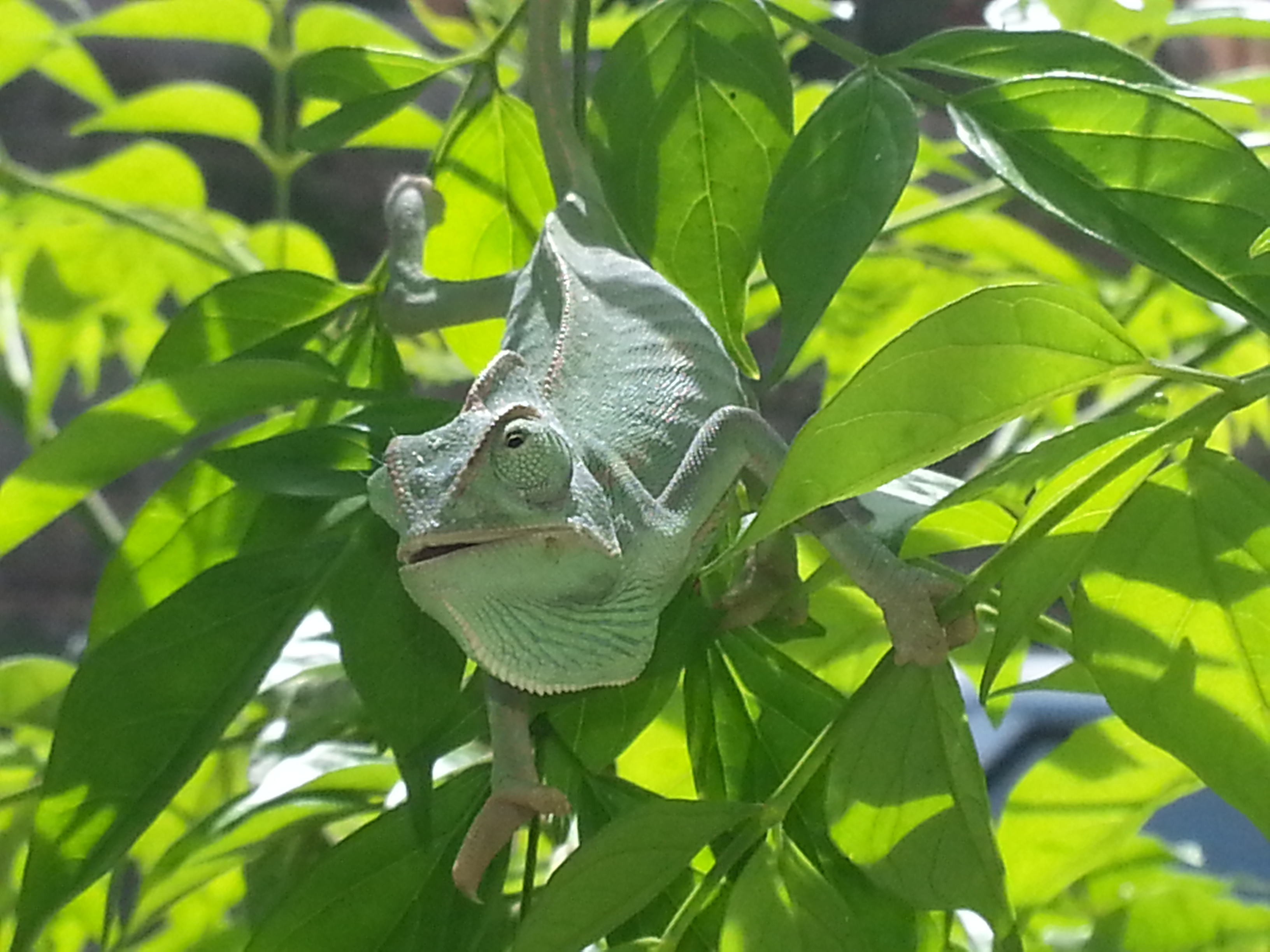
Chamalaeo calyptratus di 3 o 4 mesi

Si tratta di animali quasi essenzialmente arborei che vivono soprattutto tra i rami degli alberi di Acacia o di Euphorbia, ma anche su altre piante e arbusti. Passa la stragrande maggioranza della sua vita ad una altezza di 1–3 m dal suolo, dormendo nei rami più alti.

I maschi sono animali solitari ed è tipico che difendano il loro territorio strenuamente da ogni altro maschio. Nelle controversie mostrano un colore tipico, appiattiscono il loro corpo e gonfiano la sacca sulla gola, emettendo fruscii e soffi. Se questo comportamento non ha l'effetto desiderato, si può arrivare al conflitto, durante il quale possono causarsi gravi lesioni.

### Alimentazione
È un predatore d'agguato, ed è capace di rimanere immobile e mimetizzato, per tempi molto lunghi. Come tutti i camaleonti, preferiscono bere acqua in gocce sulle foglie. Non sempre riconoscono l'acqua stagnante, e possono disidratarsi se questa è la loro unica fonte.
Il camaleonte velato mangia per la maggior parte insetti e le loro larve, artropodi e piccoli animali, presenti nel loro ambiente, anche se le sue prede preferite sono cavallette e grilli. È molto vorace e la lunga lingua può intrappolare anche grossi ragni e scorpioni e piccoli vertebrati come lucertole, gechi, o giovani uccelli. Solo gli adulti di camaleonte dello Yemen integrano la loro dieta con alimenti vegetali, mangiano foglie verdi, fiori e frutti. In ogni caso restano quasi completamente insettivori . Essi sono in grado di catturare le prede "sparando" la loro viscida lingua fuori dalla bocca ad alta velocità. La lingua è anche usata come organo olfattivo e di gusto. Essi vanno spesso a caccia di specifici gruppi di prede. Gli insetti verdi sono particolarmente ricercati, e il fatto di integrare la dieta con materiale vegetale è un caso raro tra i camaleonti, abitudine probabilmente dovuta al fine principale di avere una fonte d'acqua per la stagione secca. Tra il cibo vegetale l'animale preferisce in particolare le succulente foglie delle varie specie di Kalanchoe. Questo cibo è l'ideale per bilanciare la carenza d'acqua dei tremendi mesi di siccità che gli animali che vivono nelle steppe devono affrontare. Di solito lecca via la rugiada dalle foglie.

### Riproduzione

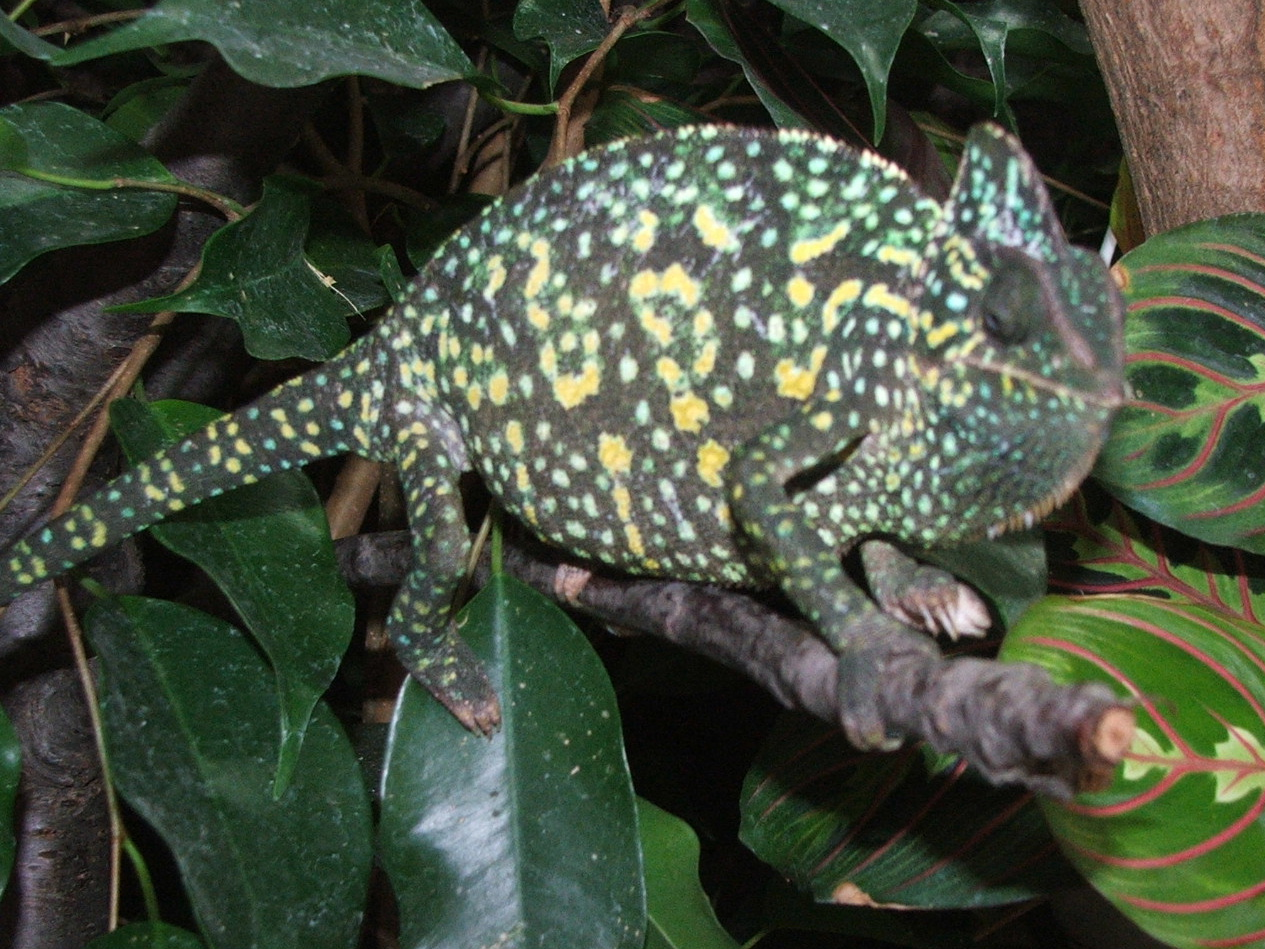
Femmina gravida

Le femmine diventano sessualmente mature a 4-6 mesi, i maschi un po' più tardi. Durante la stagione degli amori, che cade nei mesi di settembre e ottobre, le femmine passano da un colore verde chiaro ad una colorazione più scura e in tal modo comunicano al maschio la disponibilità all'accoppiamento. La copula dura circa 5 minuti. Entro 18 ore dopo un accoppiamento riuscito sul dorso della femmina gravida compaiono macchie blu e gialle. La deposizione delle uova, lunghe circa 15 millimetri e larghe 10 millimetri, avviene da 20 a 30 giorni dopo l'accoppiamento. Le femmine scavano buche di 20 cm di profondità; fatto questo depongono da 35 a 86 uova. Le uova si schiudono dopo 150-200 giorni e subito dopo la schiusa i piccoli si separano.
L'aspettativa di vita è in genere di cinque anni per le femmine e fino a otto anni per i maschi.

## Distribuzione e habitat
La specie abita una vasta e climaticamente eterogenea area di distribuzione nel sud della penisola arabica. Vive nelle aree montuose dello Yemen e nella parte sud-occidentale dell'Arabia Saudita. È reperibile ad altitudini comprese tra i 1200 – 2000 m sul livello del mare. Popolazioni naturalizzate si possono trovare in Florida e alle Hawaii, derivanti da fughe o abbandoni di esemplari tenuti in cattività.

## Tassonomia
Esistono due sottospecie riconosciute:
- Chamaeleo calyptratus calyptratus Duméril & Bibron, 1851
- Chamaeleo calyptratus calcarifer Peters, 1871

## Conservazione
La IUCN Red List classifica C. calyptratus come specie a basso rischio (Least Concern).
La specie è inserita nella Appendice II della Convention on International Trade of Endangered Species (CITES)

## Allevamento
Il camaleonte dello Yemen è allevabile solo individualmente. Ogni camaleonte deve stare in un apposito camaleontario con copertura esclusivamente in rete, in modo che l'aria circoli, profondo almeno 50 cm e alto non meno di 100 cm. Non è possibile allevare più camaleonti insieme in quanto sono estremamente territoriali. Il camaleontario deve essere riscaldato a una temperatura che va dai 25 ai 35 gradi nella zona più calda del camaleontario, dove il camaleonte andrà per riscaldarsi. Il riscaldamento artificiale avviene tramite apposita lampada riscaldante, ma nei mesi estivi è possibile spostare il camaleontario all'esterno, in modo tale che il camaleonte ricevi la luce e il calore naturale del sole. Il camaleontario deve disporre di un gocciolatoio per permettere all'animale di abbeverarsi. Di notte è possibile tenerlo a temperatura ambiente spegnendo la lampada riscaldante, in quanto il camaleonte tollera bene l'escursione termica, a patto che le temperature non scendano molto sotto i 18/16 gradi. Il camaleontario deve essere dotato di molti rami, disposti orizzontalmente, diagonalmente e verticalmente, oltre che ad avere una buona copertura fogliare, fatta di pothos e schefflera. Le foglie di queste piante sono commestibili per il camaleonte, mentre sono sconsigliati i ficus in quanto il latte contenuto nelle foglie è irritante.
In cattività questo camaleonte viene alimentato principalmente da grilli delle giuste dimensioni a seconda della grandezza della sua bocca. L'ideale sarebbe rendere la loro dieta più varia possibile offrendo cavallette, blatte, scarafaggi, locuste, tarme della farina, camole del miele, caimani, larve di mosca. È necessario integrare il calcio in polvere (spolverando il cibo vivo prima di offrirlo al camaleonte), per poter far crescere correttamente le ossa del camaleonte ed evitare malformazioni. Un'altra aggiunta molto importante è la vitamina D3, per aiutare ad assimilare il calcio. Oltre alla lampada riscaldante, è estremamente importante avere una lampada uvb al 5%. I raggi uvb, in sostituzione ai raggi solari, saranno anch'essi necessari per far assimilare correttamente il calcio, oltre che essere importanti per il benessere psicofisico del camaleonte.
Se si vuole allevare una coppia di camaleonti sarà bene tenere sempre la femmina e il maschio separati in due camaleontari differenti, qualora si voglia tentare un accoppiamento (che può avvenire fino a tre volte l'anno), si potranno tenere insieme per le poche ore necessarie, ma solo se la femmina sarà propensa all'accoppiamento. Se la femmina non è propensa, bisognerà separare la coppia nuovamente, e ritentare la settimana successiva. Questa specie di camaleonti è una tra le più diffuse in cattività, e sebbene possa essere considerata la più facile da mantenere, è molto importante conoscere il giusto metodo di allevamento, predisponendo il camaleontario in rete, la lampada riscaldante e la lampada uvb, molti rami e alcune piante rigogliose. Per ricreare la giusta altezza alla quale normalmente i camaleonti stanno in natura (2/3 metri dal suolo) è consigliato, infine, tenere il camaleontario su un mobile, o comunque in un luogo alto, in modo tale che egli possa guardarci dall'alto al basso e sentirsi in questo modo tranquillo e al sicuro.